# Morti nel 1582
| Questa pagina contiene informazioni ricavate automaticamente dalle voci biografiche con l'ausilio del template Bio e di un bot. L'aggiornamento è periodico e automatico e ricostruisce completamente la pagina. Se manca una persona in questa lista, sei pregato di non aggiungerla, ma accertati piuttosto che la sua voce biografica contenga il template Bio e che i dati anagrafici siano correttamente compilati. Se il template Bio manca, inseriscilo tu stesso o, in alternativa, metti l'avviso {{tmp\|Bio}} che ne segnala la mancanza. Se i dati riportati sono sbagliati, correggi direttamente la voce biografica; le modifiche saranno visibili in questa lista entro pochi giorni. Per chiarimenti vedi il progetto biografie. La lista contiene solo le 98 persone che sono citate nell'enciclopedia e per le quali è stato implementato correttamente il template Bio. Pagina aggiornata al 27 set 2024. |

## Gennaio(2)
- 17 gennaio - Bega Begum, principessa persiana (n. 1511)
- 26 gennaio - Thomas Platter, scrittore svizzero (n. 1499)

## Febbraio(7)
- 1º febbraio - Ukita Naoie, militare giapponese (n. 1529)
- 7 febbraio - Tiberio Deciani, giurista e avvocato italiano (n. 1509)
- 15 febbraio - Artus de Cossé-Brissac, militare francese (n. 1512)
- 16 febbraio - Alessandro Casale, vescovo cattolico italiano
- 16 febbraio - Domenico Venier, poeta italiano (n. 1517)
- 18 febbraio - Sakuma Nobumori, militare giapponese (n. 1528)
- 27 febbraio - Johann Reusch, compositore tedesco (n. 1523)

## Marzo(6)
- 4 marzo - Pompeo Della Barba, medico, letterato e filosofo italiano (n. 1521)
- 15 marzo - Elisabetta d'Assia, nobile tedesca (n. 1539)
- 18 marzo - Juan de Jáuregui, criminale spagnolo (n. 1562)
- 19 marzo - Eleonora Sanvitale, poetessa italiana (n. 1558)
- 29 marzo - Obata Masamori, militare giapponese (n. 1534)
- 29 marzo - Filippo de' Medici, principe italiano (n. 1577)

## Aprile(9)
- 2 aprile - Ichijō Nobutatsu, militare giapponese (n. 1539)
- 2 aprile - Marco Mantova Benavides, umanista e giurista italiano (n. 1489)
- 2 aprile - John Payne, presbitero inglese (n. 1550)
- 3 aprile - Takeda Katsuyori, militare giapponese (n. 1546)
- 3 aprile - Ōkuma Tomohide, militare giapponese (n. 1517)
- 9 aprile - Richard Bertie, politico inglese (n. 1516)
- 16 aprile - Oyamada Nobushige, militare giapponese (n. 1545)
- 18 aprile - Filiberto Pingone, storico italiano (n. 1525)
- 21 aprile - Francisco de Toledo,  spagnolo (n. 1515)

## Maggio(3)
- 4 maggio - Giorgio Mainerio, musicista e compositore italiano (n. 1535)
- 5 maggio - Carlotta di Borbone-Montpensier, principessa
- 30 maggio - Luke Kirby, presbitero inglese (n. 1549)

## Giugno(9)
- 8 giugno - Matteo Rinuccini, arcivescovo cattolico italiano
- 21 giugno - Anayama Nobukimi, generale giapponese (n. 1541)
- 21 giugno - Mori Ranmaru,  giapponese (n. 1565)
- 21 giugno - Murai Sadakatsu, militare giapponese
- 21 giugno - Mōri Yoshikatsu, militare giapponese
- 21 giugno - Oda Katsunaga, militare giapponese (n. 1568)
- 21 giugno - Oda Nobunaga, militare giapponese (n. 1534)
- 21 giugno - Oda Nobutada, militare giapponese (n. 1557)
- 23 giugno - Shimizu Muneharu, militare giapponese (n. 1537)

## Luglio(13)
- 2 luglio - Akechi Mitsuhide, generale giapponese (n. 1528)
- 2 luglio - James Crichton, scienziato, poeta e matematico scozzese (n. 1560)
- 2 luglio - Ise Sadaoki, militare giapponese (n. 1559)
- 2 luglio - Sébastien de L'Aubespine, vescovo, ambasciatore e abate francese (n. 1518)
- 4 luglio - Akechi Hidemitsu, militare giapponese
- 4 luglio - Akechi Mitsutada, militare giapponese (n. 1540)
- 4 luglio - Akechi Mitsuyoshi, militare giapponese (n. 1569)
- 6 luglio - Saitō Toshimitsu, militare giapponese (n. 1534)
- 7 luglio - Kawajiri Hidetaka, militare giapponese (n. 1527)
- 9 luglio - Zhang Juzheng, politico cinese (n. 1525)
- 26 luglio - Juan de Liermo Hermosa, arcivescovo cattolico spagnolo (n. 1522)
- 27 luglio - Andō Morinari, militare giapponese (n. 1503)
- 27 luglio - Filippo di Piero Strozzi, nobile, generale e condottiero italiano (n. 1541)

## Agosto(2)
- 13 agosto - Giovanni Battista Alamanni, vescovo cattolico italiano
- 16 agosto - Pietro Perna, tipografo italiano (n. 1519)

## Settembre(4)
- 9 settembre - Kunohe Masazane, militare giapponese (n. 1536)
- 20 settembre - Luigi III di Montpensier, nobile francese (n. 1513)
- 25 settembre - Martino de Martini, vescovo cattolico italiano (n. 1532)
- 28 settembre - George Buchanan, umanista, poeta e storico scozzese (n. 1506)

## Ottobre(2)
- 27 ottobre - Vratislav von Pernstein, politico ceco (n. 1530)
- 28 ottobre - Vincenzo Giustiniani, cardinale italiano (n. 1519)

## Novembre(4)
- 1º novembre - Christophe de Thou, avvocato e politico francese (n. 1508)
- 3 novembre - Matteo Barbabianca, vescovo cattolico italiano (n. 1532)
- 6 novembre - Camilla Borromeo, nobildonna italiana
- 21 novembre - Diego d'Asburgo,  spagnolo (n. 1575)

## Dicembre(2)
- 11 dicembre - Fernando Álvarez de Toledo, nobile e generale spagnolo (n. 1507)
- 30 dicembre - Francesco da Urbino, pittore italiano (n. 1545)

## Senza giorno specificato(35)
- Altan Khan,  mongolo (n. 1507)
- Hümaşah Sultan, principessa ottomana (n. 1543)
- Sen Surintra, sovrano laotiano (n. 1511)
- Teresa d'Avila, religiosa e mistica spagnola (n. 1515)
- Giulio Camillo Abbati, pittore italiano
- Akashi Gidayū, generale e poeta giapponese
- Thomé Andrada de Paiva, missionario portoghese (n. 1529)
- Federigo Barbolani da Montauto, condottiero e politico italiano (n. 1513)
- Leonardo Brescia, pittore italiano (n. 1520)
- Natale Conti, scrittore, mitografo e storico italiano (n. 1520)
- Rinaldo Corso, letterato, magistrato e vescovo cattolico italiano (n. 1525)
- Martín Cortés de Albacar, cosmografo spagnolo (n. 1510)
- Ortensia Farnese, nobildonna italiana
- Ludovico Fiumicelli, pittore italiano
- Giorgio Ghisi, incisore italiano (n. 1520)
- Kojima Yatarō, militare giapponese (n. 1522)
- Gregory Martin, presbitero, docente e letterato britannico (n. 1542)
- Matsuda Masachika, militare giapponese
- Matsudaira Ietada, militare giapponese (n. 1548)
- Nakajō Kageyasu, militare giapponese (n. 1558)
- Nanbu Harumasa, militare giapponese (n. 1517)
- Bartolomeo Panciatichi, umanista e politico italiano (n. 1507)
- Giovanni Battista Pastene, navigatore italiano (n. 1507)
- Jacques Peletier du Mans, matematico e poeta francese (n. 1517)
- Giovanni Maria Petrucci, diplomatico italiano
- Niccolò Ragnina, letterato italiano (n. 1494)
- Adam Reusner, scrittore, poeta e teologo tedesco (n. 1496)
- Giandomenico Scamozzi, architetto italiano (n. 1526)
- Giovanni Fabrizio Sanseverino, vescovo cattolico italiano
- Takeda Nobukado, militare giapponese (n. 1529)
- Ippolito Tartaglino, compositore e organista italiano (n. 1539)
- Toki Yorinari, militare giapponese (n. 1502)
- Wú Chéng'ēn, scrittore cinese (n. 1504)
- Jakob von Rammingen, storico e archivista tedesco (n. 1510)
- Ōkubo Tadakazu, militare giapponese (n. 1510)